# Jakob Becher
Jakob Becher (* unbekannt, in Penzberg; † 12. September 1939), Spitzname Jackl, war ein deutscher Fußballspieler.

## Karriere

### Vereine
Becher begann beim FC Penzberg mit dem Fußballspielen und wechselte später zur Fußballabteilung der Regensburger Turnerschaft.
Zur Saison von der SpVgg Fürth verpflichtet, kam er für diese als Stürmer von 1934 bis 1937 in der Gauliga Bayern, in einer von zunächst 16, später auf 23 aufgestockten Gauligen zur Zeit des Nationalsozialismus als einheitlich höchste Spielklasse im Deutschen Reich, zum Einsatz. In seiner Premierensaison bestritt er 10 Punktspiele, in denen er mit 15 Toren dazu beitrug, dass sein Verein am Saisonende Meister wurde. Aufgrund des Erfolges nahm er mit seiner Mannschaft auch an der Endrunde um die Deutsche Meisterschaft teil.
In der in vier Gruppen zu je vier Mannschaften ausgetragenen Meisterschaft bestritt er alle sechs Spiele der Gruppe D und erzielte fünf Tore – vier am 12. Mai 1935 im vorletzten Gruppenspiel gegen den FC Hanau 93. Nach dem entscheidenden und letzten Gruppenspiel am 26. Mai 1935 gegen den VfB Stuttgart um den Gruppensieg und den damit verbundenen Einzug ins Halbfinale unterlag er mit der SpVgg Fürth mit 2:3 – wobei er das 1:0 in elften Minute erzielte – und schied aus dem Wettbewerb aus. Ferner bestritt er in dem neu geschaffenen Pokalwettbewerb für Vereinsmannschaften um den Tschammerpokal zwei Spiele. Bei seinem Debüt am 22. September erzielte er beim 2:0-Zweitrundensieg gegen den VfR Köln 04 rrh. das Tor zum 1:0 in der 51. Minute. Im Achtelfinale am 27. Oktober war für ihn und seine Mannschaft der Wettbewerb zu Ende; mit 2:3 wurde gegen den Freiburger FC im heimischen Sportplatz am Ronhofer Weg verloren.
Seine zweite Saison, in der er in elf Punktspielen 14 Tore erzielte, schloss er mit seiner Mannschaft als Zweitplatzierter hinter dem 1. FC Nürnberg ab. Dass er in seiner letzten Saison lediglich ein Punktspiel bestritt, in dem er zwei Tore erzielte, ist seiner schweren Lungenerkrankung geschuldet, die ihn zwang, seine Karriere zu beenden.

### Auswahlmannschaft
Als Spieler der Gauauswahlmannschaft Bayern nahm er auch am zweiten ausgetragenen Gauauswahlwettbewerb teil. Nachdem seine Mannschaft am 1. Juli 1934 die Vorrunde mit dem 4:1-Sieg über die Gauauswahlmannschaft Württemberg und auch am 8. Juli das Viertelfinale mit dem 5:1-Sieg über die Gauauswahlmannschaft Nordhessen bewältigt hatte, bezwang sie auch die Gauauswahlmannschaft Nordmark mit 2:1 am 26. Juli im Halbfinale, wobei alle drei Tore in den letzten zehn Minuten der Spielzeit erzielt wurden. Am 29. Juli verlor die Gauauswahlmannschaft Bayern das Finale um den Kampfspiel-Pokal 1934 gegen die Gauauswahlmannschaft Südwest mit 3:5 auf der Hauptkampfbahn in Nürnberg; Becher gehörte, wie auch Eduard Förster, der Finalaufstellung nicht an, da er kurioserweise als Leihspieler am selben Tag mit der Gauauswahlmannschaft Nordmark – sie hatte zwei nicht einsatzfähige und zu wenig Ersatzspieler – das Spiel um Platz 3 im “Stadion Herrnhüttestraße” bestritt und mit 0:4 gegen die Gauauswahlmannschaft Niederrhein verlor.

## Erfolge
- Gaumeister Bayern 1935
- Kampfspiel-Pokal-Finalist 1934 (ohne Einsatz)